# L'Olympia

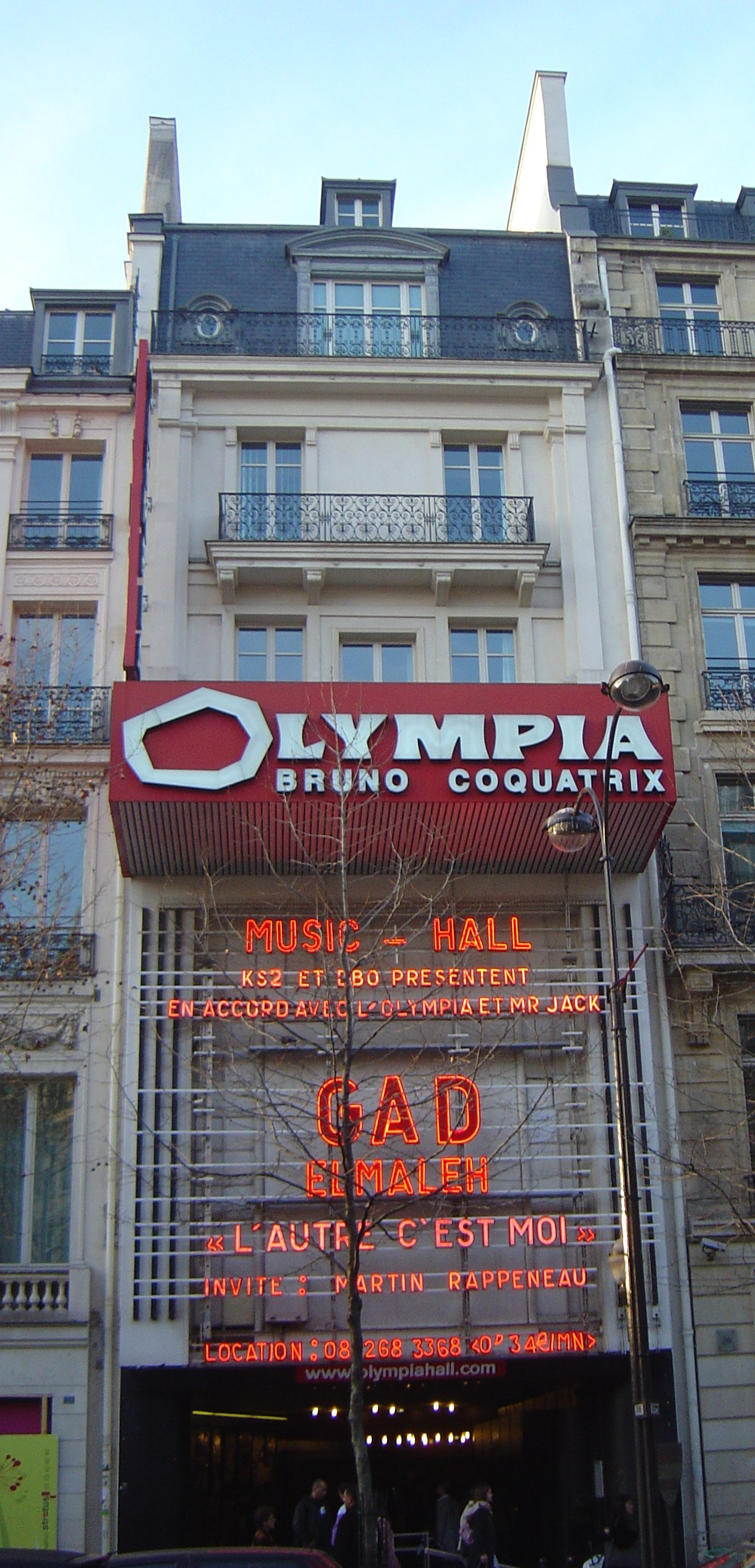
Fasaden till Olympia.

Olympia (på franska i regel benämnd l’Olympia) är en konsertsal på 28 Boulevard des Capucines i Paris, Frankrike. Konsertsalen invigdes 12 april 1893 och byggdes om 1950; den är den äldsta ännu fungerande konsertsalen i Paris. Det finns 2 000 platser för åskådare.
Genom åren har franska artister som Édith Piaf, Mireille Mathieu, Dalida, Alizée, Salvatore Adamo, Charles Aznavour, Joe Dassin, Gilbert Becáud och Johnny Hallyday sjungit på Olympia. Därutöver har världsstjärnor som Louis Armstrong, Aretha Franklin, Tina Turner, The Beatles, Led Zeppelin, Madonna, Jimi Hendrix, Black Sabbath, Julio Iglesias, Alla Pugatjova, David Gilmour, Judy Garland, Luciano Pavarotti, The Rolling Stones och Justin Timberlake uppträtt där. I november 2005 gavs en serie jubileumskonserter på Olympia med Mireille Mathieu som då firade 40 år i rampljuset.